# Вік (біологія)

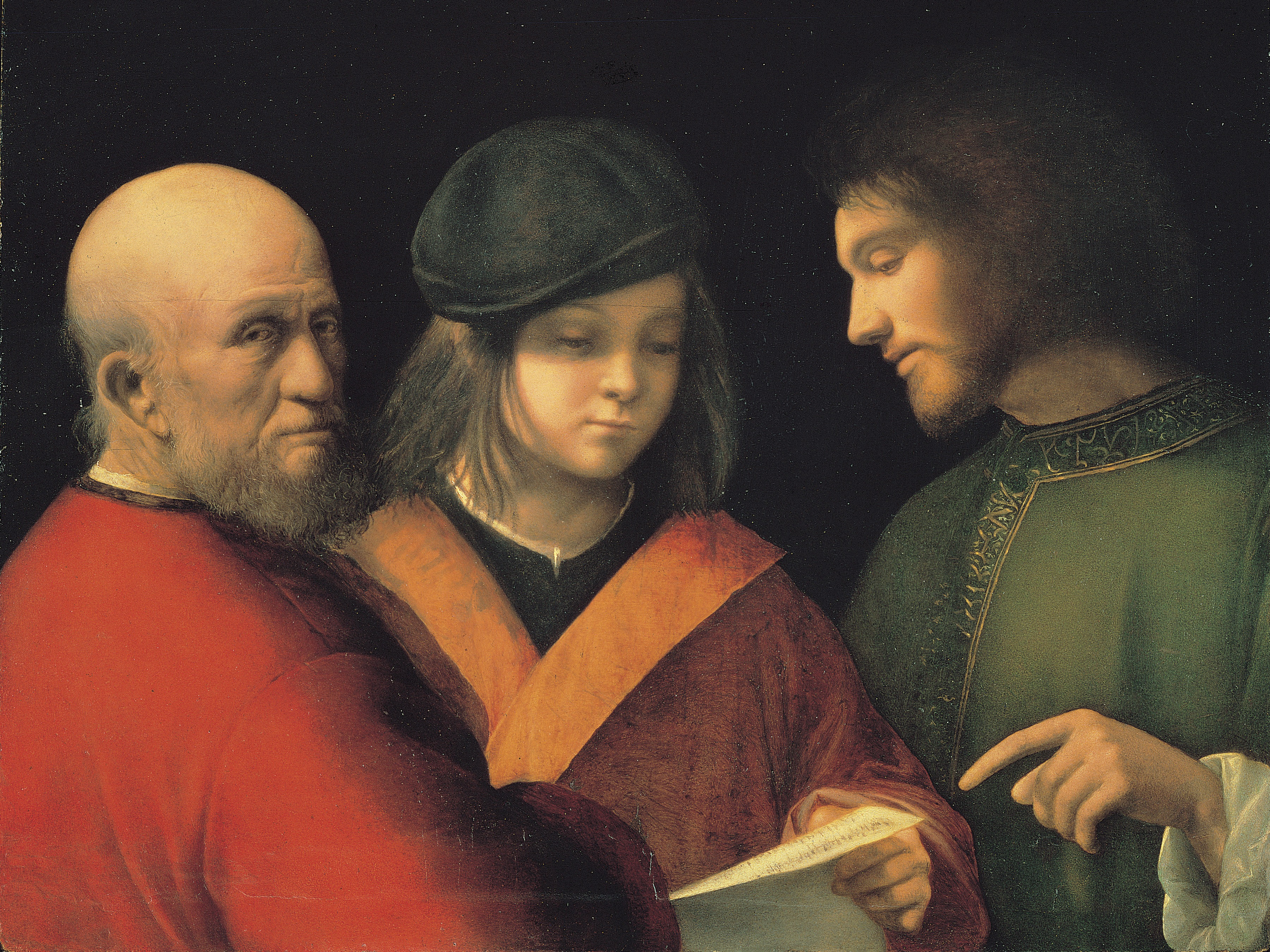
Джорджоне. Три віки людини. 1500-1510. Палаццо Пітті. Флоренція

Вік — тривалість періоду від моменту народження живого організму до цього або будь-якого іншого певного моменту часу
Зазвичай під словом «вік» розуміється календарний вік (паспортний вік, хронологічний вік), при якому не враховуються фактори розвитку організму. Спостережувані відмінності індивідуальних особливостей розвитку організму від середніх показників послужили підставою для введення поняття «біологічний вік», або «вік розвитку»

## Вік людини

### Вік у праві
- вік у конституційному праві
- вік в цивільному праві
  - правоздатність
  - дієздатність
- вік у сімейному праві
- вік в кримінальному праві
  - вік кримінальної відповідальності
    - загальний
    - знижений
    - підвищений

  - вік сексуальної згоди

### Біологічний вік

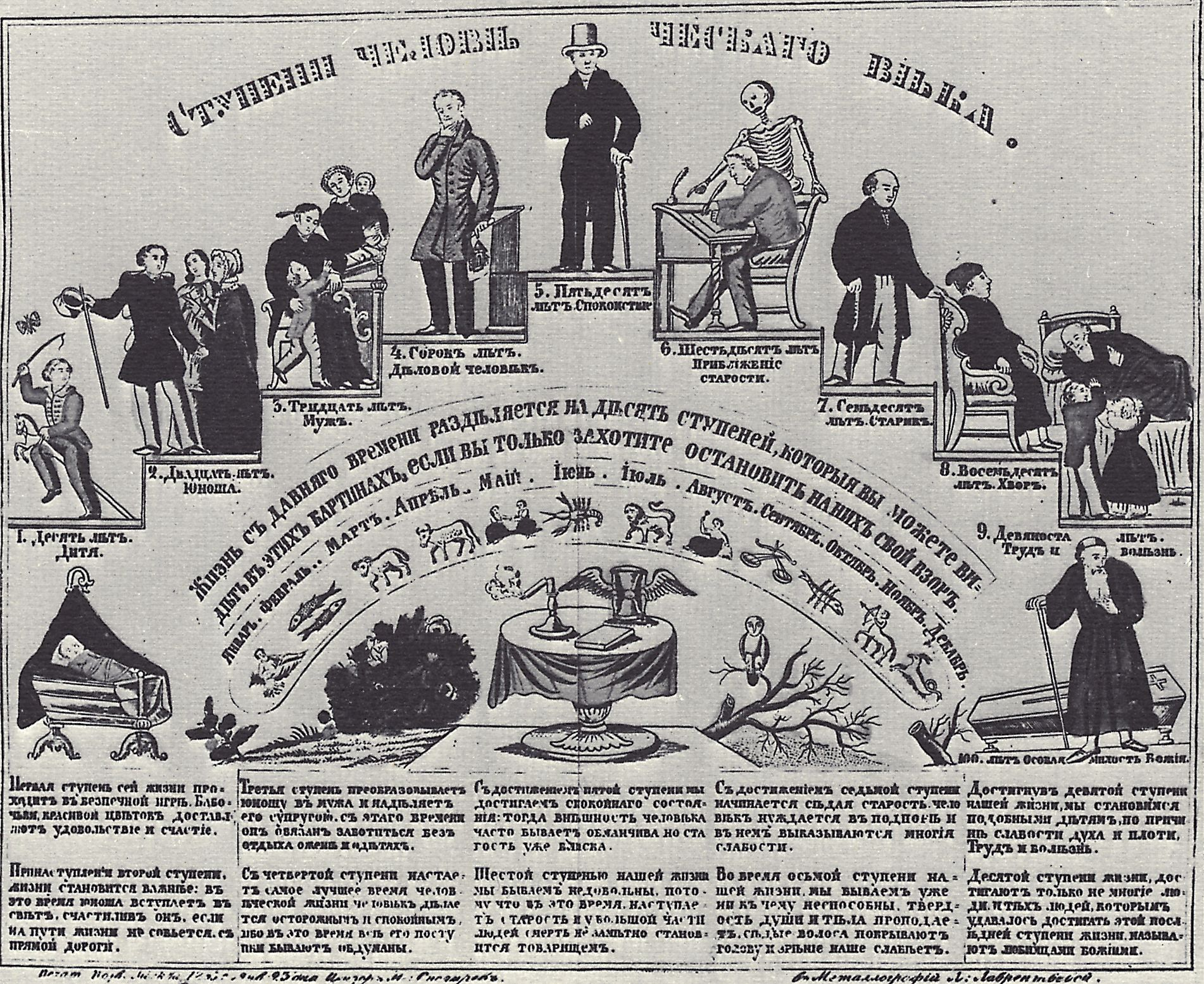
«Сходинки людського століття», 1-я половина XIX століття

Існують різні системи періодизації біологічного віку. Всі вони спираються на відповідні віку анатомічні та фізіологічні особливості організму, для дитячого віку — враховують пристосованість до навколишнього соціального середовища. Одна з прийнятих поділок на вікові періоди:
- Період новонародженості (неонатальний період) — перші 4 тижні
- Грудний період — від 4 тижнів до 1 року
- Раннє дитинство (ясельний вік) — 1-3 роки
- Дошкільний вік — 3 роки — 6-7 років
- Молодший шкільний вік — 6-7 — 10-12 років
- Підлітковий період — 10-12 — 17-18 років
- Юнацький період
  - юнаки: 17-21 рік
  - дівчата: 16-20 років
- Зрілий вік (1 період)
  - чоловіки 21-35 років
  - жінки 20-35 років
- Зрілий вік (2 період)
  - чоловіки 35-60 років
  - жінки 35-55 років
- Літній вік
  - чоловіки 60-75 років
  - жінки 55-75 років
- Старечий вік — 75-90 років
- Довгожителі — 90 років і більше.

## Вік у рослин
Вік рослини, або абсолютний вік рослини, або календарний вік рослини — проміжок часу від початку проростання насіння або спори до певного моменту розвитку цієї рослини.
У більшості деревних рослин, що ростуть в умовах зміни сприятливих і несприятливих сезонів року, вік досить точно можна визначити за річним приростом (річними кільцями).